# Municipio de Santa Cruz Nundaco
El municipio de Santa Cruz Nundaco es uno de los 570 municipios del estado mexicano de Oaxaca. Su cabecera es la localidad de Santa Cruz Nundaco.
Colinda al norte con Tlaxiaco, al sur con San Esteban Atatlahuaca y al suroeste con Santo Tomás Ocotepec.

## Demografía
En el municipio habitan 2,958 personas, de las cuales, 79% hablan una lengua indígena.
El municipio tiene un grado de marginación muy alto, el 55.94% de la población vive en condiciones de pobreza extrema.

## Organización
En el municipio se encuentran las siguientes localidades: 
| Nombre de la localidad                  | Población (2010) |
| --------------------------------------- | ---------------- |
| Ojo de Agua                             | 670              |
| Santa Cruz Nundaco                      | 345              |
| San Isidro Vista Hermosa                | 342              |
| San José Yatandoyo                      | 267              |
| Loma Ñuhucua                            | 227              |
| Llano Colorado                          | 137              |
| Nduayuo                                 | 108              |
| Chalma Yutacuan                         | 87               |
| Ndostayi                                | 83               |
| Yucuno                                  | 79               |
| Plan de San Antonio                     | 76               |
| Yucuya (Yutenicuche)                    | 73               |
| Dubachite (Tercera Sección)             | 70               |
| Jayuco                                  | 68               |
| Plan de Guadalupe (Rancho de Guadalupe) | 66               |
| Agua de la Gallina                      | 54               |
| Yosongashe                              | 50               |
| Tres Cruces                             | 48               |
| Nduajami                                | 42               |
| Cañada Linda Vista (Calvario)           | 37               |
| Duayata (Segunda Sección)               | 29               |